# Azra Jafari
Azra Jafari (en persa (dari):عذرا جعفری) és una política afganesa d'ètnia hazara, que fou designada pel president Hamid Karzai alcaldessa de Nili, la capital de la província de Daykundi el desembre de 2008, esdevenint així la primera alcaldessa a l'Afganistan.

## Biografia
Azra Jafari va estar refugiada a l'Iran durant uns quants anys a causa dels Taliban. Entre 1994 i 2001 va ser la responsable de la política cultural del col·lectiu de refugiats afganesos en aquest país, i entre 1998 i 2000, a més, editava una revista. Després que la invasió de la coalició internacional liderada pels Estats Units fes caure els Taliban el 2001, Azra Jafari va retornar a l'Afganistan i es va integrar en el Loya Jirga (gran consell nacional d'emergència) a Kabul, que va elegir el president provisional del país. Del 2002 al 2003 va treballar activament com a documentalista i comunicadora a la Comissió Constituent, mentre ho simultanejava amb la direcció de l'Associació per la Igualtat de Drets a l'Afganistan. Entre 2003 i 2005 ha dirigit la Federació Internacional de Dones Empresàries i Professionals, a Kabul. Durant uns quants mesos del 2007 va treballar com a alt funcionari d'Educació i, finalment, el 2008 és nomenada alcaldessa de la ciutat de Nili.
Casada amb el cineasta afganès Malek Shafi'i, el 2004 van tenir una filla.

## Llibres
- "I Am a Working Woman", un llibre sobre els drets de dones treballadores afganeses en les lleis laborals (2008).

Ha col·laborat a l'antologia "The Making of the New Constitution of Afghanistan": un aplec d'articles erudits sobre el procés de redacció de la nova constitució democràtica de l'Afganistan (2003).
Ha dirigit "Afghan Refugees' Opinions and Proposals in the Neighboring Countries", una enquesta sobre les opinions i propostes dels refugiats afganesos als països veïns respecte de l'esborrany de la Constitució.